# 사모님은 학생회장
사모님은 학생회장!(おくさまは生徒会長！)은 나카타 유미의 일본 만화이다. 이치진샤의 소년 만화 잡지 '코믹 렉스'에서 2011년부터 연재를 시작했으며 단행본은 총 7권이 발매되었다. 이 작품은 처음에 2007년의 '사모님은 학생회장'(奥さまは生徒会長)으로부터 시작되었고 이 작품은 단행본 1권이 발매되었다. 텔레비전 애니메이션은 애니메이션 스튜디오 세븐이 맡았고 2015년 7월에 첫 방영을 시작했다. 제2기는 2016년 10월 2일부터 방영중에 있다. 연애 자유화를 공약으로 내세워 당선된 학생회장 와카나 우이가 이즈미 하야토의 집에 '신부'로서 살게 되는 이야기를 다루고 있다.
상당히 에로틱하고 수위가 높아서 한국에는 수출되지 않았다. 1,2기 통산 총합이 초판 2100장으로 나름 선방했다.